# Johanne Rambusch
Johanne Rambusch, född Faartoft 25 juli 1865 i Nykøbing Mors, död 8 mars 1944 i Pederskovgård, Bregninge, var en dansk kvinnosakskämpe och politiker (Det Radikale Venstre).

## Biografi
Johanne Rambusch kom från en av de ledande köpmanna- och hantverkarsläkterna i Nykøbing Mors. Hemförhållandena var dock dåliga eftersom fadern, Niels Faartoft, var alkoholist och misskötte sin verksamhet. Rambusch båda yngre systrar dog i tidig ålder och hon själv hade en svag hälsa under sin barndom. Hon tillbringade en del av sin tid vid stadens flickskola och läste mycket på egen hand, speciellt böcker med anknytning till historia, och hon lärde sig flera moderna språk. Efter skolgången (1882–1884) bodde hon på prästgården Lejrskov, där författaren Jakob Knudsens föräldrar bodde. Sommaren 1884 läste hon vid folkhögskolan Askov Højskole och fick ett ökat intresse för politik och samhällsfrågor. 1888 gifte hon sig med distriktsläkaren Sigurd Rambusch (1861–1919), som under perioden 1889–1910 arbetade i landsorten Sjørup, mellan städerna Viborg och Skive. De levde i ett lyckligt äktenskap och tillsammans fick de barnen Niels Edvard (1889), Anna (1890), Erik Reinhardt (1892), Hartvig Heinrich (1894) och Edvard Vilhelm August (1896).
Makarna Rambusch blev upprörda över den fattigdom och den sociala orättvisa som de fick bevittna, vilket fick dem att engagera sig politiskt. De var med om att bilda partiet Det Radikale Venstre (RV) 1905, ett utbrytarparti från det liberala partiet Venstre. Johanne Rambusch blev invald 1908 i den jylländska socknen Vroue-Resens hjælpekasse, en kommunal institution som erbjöd ekonomisk hjälp till personer med särskilda ekonomiska svårigheter, och hon var dess ordförande fram till och med 1910. Samma år blev Sigurd Rambusch amtsläkare i Aalborg och Johanne Rambusch fick därmed mer tid över till arbetet för kvinnlig rösträtt. Då paraplyorganisationen Landsforbundet for Kvinders Valgret (LKV) bildades 1907 blev hon dess ordförande fram till att det lades ned 1915 efter att alla dess mål hade uppfyllts i och med grundlagsreformen. Vid sin sida hade hon partikamraten Elna Munch, som var organisationens vice ordförande. Hon deltog aktivt i debatter och bidrog till upprättandet av flera av organisationens lokalavdelningar, som gjorde att organisationens medlemsantal ökade. Hon var även en aktiv skribent i LKV:s medlemtidning, Kvindevalgret. I en artikel som tog upp frågan om varför kvinnorna skulle rösta vid kommunalvalen löd Rambusch inlägg följande:
| ” | Praktiskt sett har det stor betydelse att vi kvinnor använder oss av den kommunala rösträtten. Det ger oss som mödrar kontroll över de skolor som våra barn använder, som hustrur gemensamma kommunala intressen med våra män och som enskilda kvinnor rätten till att vara med vid förvaltningen av de skatter, som vi nu endast har plikt till att betala. – Moraliskt sett har det nästan ännu större betydelse att vi använder oss av den rätt som vi nu har fått. – Här i landet är den det första stora steget i riktning mot: Kvinnans fulla sociala och politiska jämställdhet med mannen. Och då det är det mål som alla stolta och självständigt tänkande kvinnor bör sträva efter, är det också vår plikt att använda oss av varje rättighet på ett vis som för närmare mot det. | „ |

Efter att LKV lades ned 1915 blev Rambusch, som den första kvinnan, invald till RV:s partistyrelse. Efter den nyvunna rösträtten ställde hon upp som partiets kandidat till Folketinget och Landstinget under 1920-talet. Hon blev invald till Landstinget som suppleant för Erik Scavenius 1927 och engagerade sig i bl.a. av utvidgningen av Det Kongelige Teater och gick emot besparningarna inom socialpolitiken. Hon lämnade Landstinget 1928.
Makarna Rambusch hade under både längre och kortare perioder flera kulturpersonligheter boende hos sig. Bland dessa var författarna Johan Skjoldborg, Carl Ewald, Jeppe Aakjær och Jakob Knudsen, samt konstnären Achton Friis. Aakjær har bland annat förärat Rambusch med dikten Fru Johanne Rambusch. Efter makens död bodde hon hos flera släktingar, däribland hos kusinen Ida Emilie Rambusch, som var föreståndarinna för Statens Forskoleseminarium i Vejle. Hon förde dagbok från det att Danmark blev ockuperat 1940 till sin död 1944. Hon var ”engelskorientered”, dvs. att hon stod på Storbritanniens sida under andra världskriget, och skrev om Tyskland i sin dagbok 1940:
| ” | Man kunde ha förstått om det hade varit ryssarna som hade startat fälttåget mot judarna och hade koncentrationsläger för oliktänkande medborgare, men man kan knappast förlåta det hos en nation som upphöjer sig själv till en av kulturnationerna. | „ |